# Gouspur, Bidar
Gouspur là một làng thuộc tehsil Bidar, huyện Bidar, bang Karnataka, Ấn Độ.